# Ceratomyxa ovalis
Ceratomyxa ovalis is een microscopische parasiet uit de familie Ceratomyxidae. Ceratomyxa ovalis werd in 1983 beschreven door Kovaljova & Gaevskaya. 